# Samsung Galaxy S5
El Samsung Galaxy S5 es un teléfono inteligente de gama alta en el momento de su lanzamiento, fabricado por Samsung Mobile, que funciona con el sistema operativo Android KitKat versión 4.4.2 actualizable a 6.0 Marshmallow. Fue precedido por el Samsung Galaxy S4 en la familia de teléfonos inteligentes de alta gama de Samsung, y por el "Samsung Galaxy S4 Active" de la serie "S" de Samsung Galaxy. Fue anunciado en enero de 2014 y su presentación fue el 24 de febrero del mismo año en el Mobile World Congress en Barcelona. Fue presentado oficialmente el 11 de abril de 2014. Este dispositivo todavía conserva la mayor parte de la sobrecarga de funciones del Galaxy S4.

## Detalles

### "El trono de plástico"
Samsung ha sido criticado por incluir plástico en sus teléfonos inteligentes, a diferencia de otros fabricantes que han usado cristal o aluminio.
Este no fue la excepción y lo han incluido de una manera más llamativa, dando una sensibilidad al tacto similar al Samsung Galaxy Note 3 con un patrón de microperforaciones que imita el brillo de los diamantes, siguiendo una línea de continuidad en el diseño en la gama Galaxy, los laterales del teléfono tienen un aspecto metálico brillante que lo hacen ver elegante.
Viene con una gama de colores entre los cuales están el: Electric Blue, Copper Gold, Charcoal Black y Shimmery White. Se ha dicho que su diseño es similar a una tirita o curita (los colores Electric Blue y Copper Gold solo se aplican a la carcasa, el resto del teléfono es negro).

### Pantalla
Tiene una pantalla tipo Full HD de 5,1 pulgadas con resolución de 1920x1080 px y una densidad de 432 ppi, cubierta con una lámina de vidrio protectora Gorilla Glass 3;.
La pantalla ofrece una amplia gama de colores, con un negro intenso y un blanco que en distintos ángulos de visión da una tonalidad verde
además de la saturación por parte de la pantalla Super AMOLED.
Tiene un brillo de 698 nits, lo que hace que se pueda visualizar en entornos muy luminosos y han cambiado la tecnología de la pantalla con respecto al S4, llamada Diamond, lo que hace que los subpíxeles sean cuadrados y no redondos como en la matriz PenTile.

### Cámara

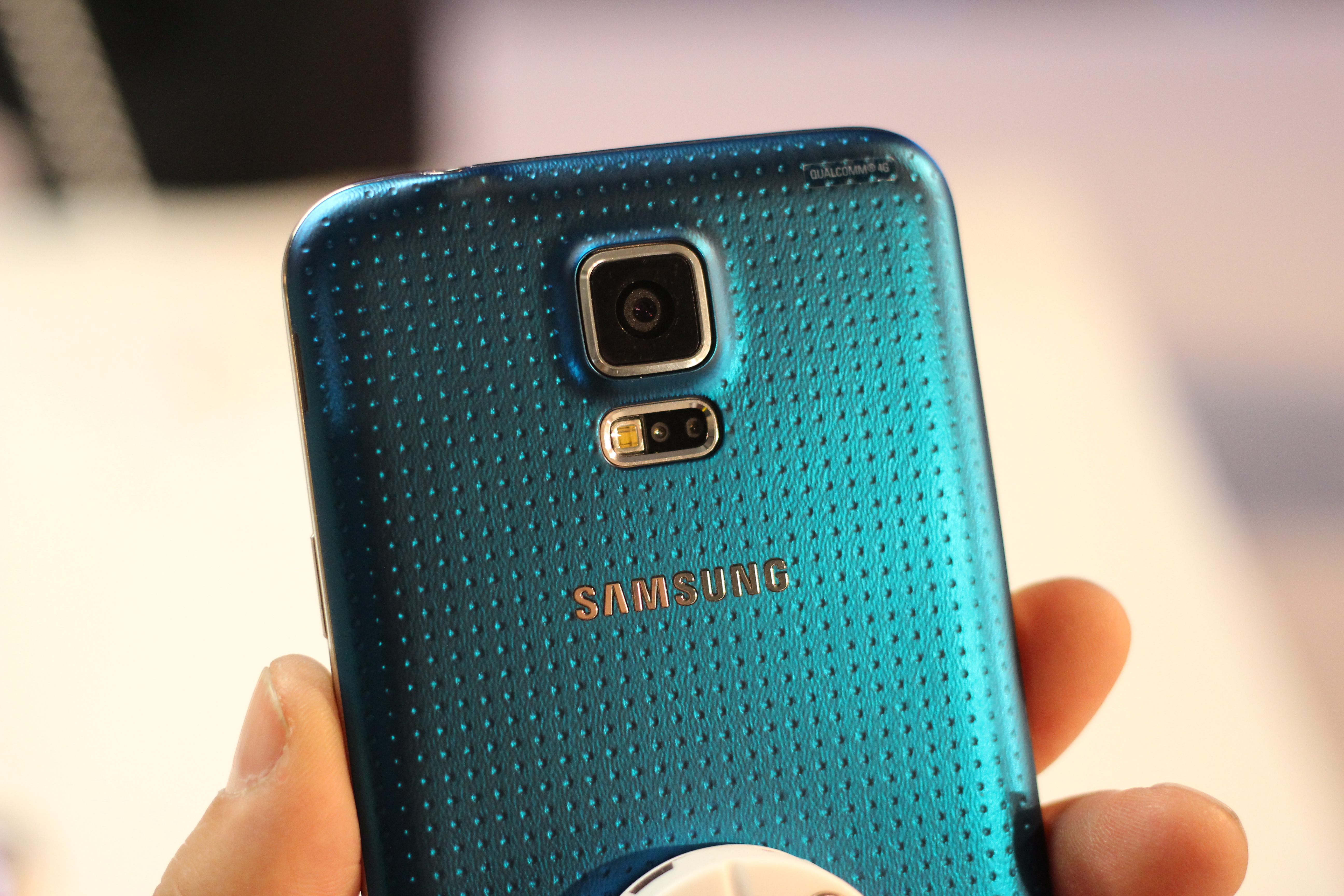
Parte trasera del Galaxy S5 donde se muestra la cámara y el medidor cardiaco

La cámara trasera tiene resolución de 16 megapíxeles con flash y es un sensor CMOS con un tamaño de 1/2,6 pulgadas, (el tamaño de píxeles es de 1,1µm). En óptica es equivalente a un 31 milímetros, y su apertura máxima es de f/2,2. Es capaz de grabar en 4K.
La cámara delantera de 2 megapíxeles con sensor CMOS con un tamaño de 1/7,3 pulgadas (tamaño de pixel, 1,12µm). Es capaz de grabar vídeo en formato 1080p.
Viene con un autoenfoque más rápido (0.3 segundos), el más rápido de su momento, Selective Focus, la cual permite enfocar el objeto seleccionado y desenfocar el fondo, o hacer un enfoque panorámico donde se enfoca toda la imagen, además mejora el HDR.
También incluye la función de grabar en cámara lenta a 120 FPS

### Medidor Cardíaco
Además, cuenta con un medidor de frecuencia cardíaca que, permite saber nuestro ritmo cardíaco con la aplicación S Health. Samsung nos indica que no es un medidor médico. Hay que tener en cuenta que este no es un factor diferencial, ya que hay aplicaciones que mediante la cámara y el flash permiten saber el ritmo cardíaco en cualquier teléfono inteligente moderno.

### Escáner de huella dactilar
A diferencia con el Samsung Galaxy S4, este dispositivo cuenta con un escáner de huellas dactilares (similar al del iPhone 5S), el cual permite, entre otros objetivos, desbloquear la pantalla con una huella dactilar o aislar elementos personales en un modo privado, además de poder hacer pagos a través de PayPal. El escáner de huella dactilar para muchos usuarios es mejor que cuando se utiliza contraseñas, pin o patrones ya que es mucho más seguro porque solo el usuario puede acceder, y evitar el engaño para que no tengan disponibles nuestra información, que muchas veces es personal.
Para configurar el servicio de huella digital se debe ir al menú de configuración en ajustes, pasar el dedo unas cuantas veces sobre el botón inicio. Pero esta opción no solo es para el usuario principal, también dentro de la configuración, podemos agregar más huellas dactilares (otras personas). El escáner obliga al usuario a usar las dos manos: una para sujetarlo y la otra para implementarlo correctamente debido al tamaño de terminal. Esta opción es muy útil, pero en ocasiones no es la más fiable, porque a pesar de resistir pequeñas cantidades de agua, no recibe la huella estando el dedo húmedo, sea de sudor o de agua. 
Por desgracia, el sensor requiere de deslizar el dedo por el botón, lo cual es incómodo en la mayoría de los usuarios, hasta que llegó Samsung Galaxy S6, que el botón es más grande para que el sensor solo funcione tocando, haciéndolo menos molesto y más rápido.

### Transmisor de infrarrojo
Esta característica fue incluida desde Samsung Galaxy S4, pero esta vez tiene una forma alargada en lugar del círculo, permitiendo distancias más largas.
El transmisor infrarrojo (o IR Blaster en inglés) es un componente que transmite luz infrarroja, permitiendo controlar televisores, reproductores multimedia, aire acondicionado y otros objetos que funcionan con controles remotos comunes.

### Batería
Cuenta con una batería de 2800 mAh y 3.85v con una autonomía de 1 día con un uso intensivo. La batería es extraíble y se recarga a través del cable USB 3.0 o 2.0, alcanzando las 10 horas en navegación 4G LTE y Wifi
Samsung incorporó el modo de Ahorro de energía y Ultra Ahorro De Energía. Lo que hace es limitar la CPU a una frecuencia máxima de 1.5 GHz (con los 4 núcleos funcionando) e incluso activar un modo que pasa la pantalla a color a escala de grises, aprovechando las ventajas del panel Super AMOLED.
Así, el brillo máximo se sitúa en sólo 87 nits y el refresco baja de 60Hz a 30Hz, además cuando la pantalla se apaga, también lo hacen las conexiones de datos, Bluetooth y Wi-Fi, y sólo se pueden utilizar algunas aplicaciones básicas.Con sólo un 10% es posible aguantar 24 horas aproximadamente.
Samsung piensa sacar el Galaxy S5 LTE-A al igual que su antecesor el Galaxy S4 LTE Advanced disponible inicialmente en Corea del Sur.

### Modelos según el mercado
El Samsung Galaxy S5 será distribuido mundialmente bajo diferentes números de modelo, las cuales se mencionan a continuación:
- (Qualcomm Internacional) SM-G900F
- (Exynos Internacional) SM-G900H
- (América del Sur y Central) SM-G900M
- (US Cellular) SM-G900R4
- (AT&T US) SM-G900A
- (T-Mobile US) SM-G900T
- (Sprint) SM-G900P
- (Metro PCS) SM-G900T1
- (Canadá/México) SM-G900W8
- Samsung Galaxy S5 SM-G900FD DUAL SIM 16GB
- Samsung Galaxy S5 SM-G9006V'
- Samsung Galaxy S5 SM-G906k

### Manual de uso
Cada uno de los modelos citados del Samsung Galaxy S5 tienen características distintas. Hay modelos con 4G LTE y otros que tienen sólo 3G. Para cada uno de los modelos existen diferentes manuales de uso, como si se tratasen de teléfonos diferentes.

### Competencia
El Samsung Galaxy S5 compite en el sector de teléfonos inteligentes de alta gama con dispositivos como el iPhone 6 de Apple, Sony  Xperia Z2 de Sony Mobile Communications, LG G3 de LG Electronics, HTC One (M8) de HTC Corporation, Nexus 5 de Google, y los Lumia 930, Lumia 1020 y Lumia 1520 de Nokia, Moto X (2.ª gen.) de Motorola Mobility.

## Ventas
El Galaxy S5 vendió a los revendedores 10 millones de unidades en 25 días, haciendo ésta la venta más rápida a revendedores que Samsung ha hecho. Samsung vendió 11 millones de unidades el primer mes durante su disponibilidad, superando las ventas del Galaxy S4 durante el mismo periodo por 1 millón. Sin embargo, 12 millones de unidades han sido vendidas en sus primeros 3 meses de disponibilidad, lo cual es menos que las ventas del Galaxy S4.